# أحمد نادر السيد
أحمد نادر السيد (مواليد 16 يونيو 2003) هو لاعب كرة قدم مصري يلعب في مركز حارس المرمى في نادي فيزيلا معاراً من نادي الزمالك.

## روابط خارجية
- أحمد نادر السيد على موقع قاعدة بيانات كرة القدم.إي يو (الإنجليزية)
- أحمد نادر السيد على موقع قاعدة بيانات كرة القدم.إي يو (الإنجليزية)
- أحمد نادر السيد على موقع Soccerway.com (الإنجليزية)